# Estación de Meliana
Meliana es una estación ferroviaria situada en el municipio español de Meliana, en la provincia de Valencia. Las instalaciones prestan servicio a la Línea 3 de metro Valencia. Está situada entre las estaciones de Almàssera y Foios, situándose en superficie en el centro de la población, junto a la céntrica Calle Rey D. Jaime, en el municipio de Meliana.
Esta estación, está compuesta por 2 andenes y un vestíbulo con taquilla, máquinas autoventa y horarios. La estación no dispone de teleindicadores ni de personal de estación.